# Kokerwormen
Kokerwormen of stekaas zijn gelede wormen die behoren tot de klasse borstelwormen (Polychaeta) en omvatten onder andere de families baardwormen (Siboglinidae), kalkkokerwormen (Serpulidae) en families uit de orde Canalipalpata. Ook de stam Phoronida wordt soms tot de kokerwormen toegedeeld. Sommige soorten zijn extremofiel zoals de reusachtige kokerworm (Riftia pachyptila).

## Kenmerken
De kokerwormen hebben aan het uiteinde een pluim tentakels waarmee ze plankton uit het water filtreren. De kokers kunnen wel 3 meter lang worden.

## Leefwijze
Ze leven in een aan het substraat vastgehechte koker die ze opgebouwd hebben met slijm, vermengd met zand of schelpjes naargelang de soort. Kokerwormen staan vaak in grote bossen bij elkaar.
Sommige kokerwormen scheiden zelfs kalk af waardoor ze een stevige kalkkoker bekomen: dit zijn de kalkkokerwormen (Serpulidae). We zien die witte kalkkokers dikwijls op stenen of mosselschalen.